# Ricimer

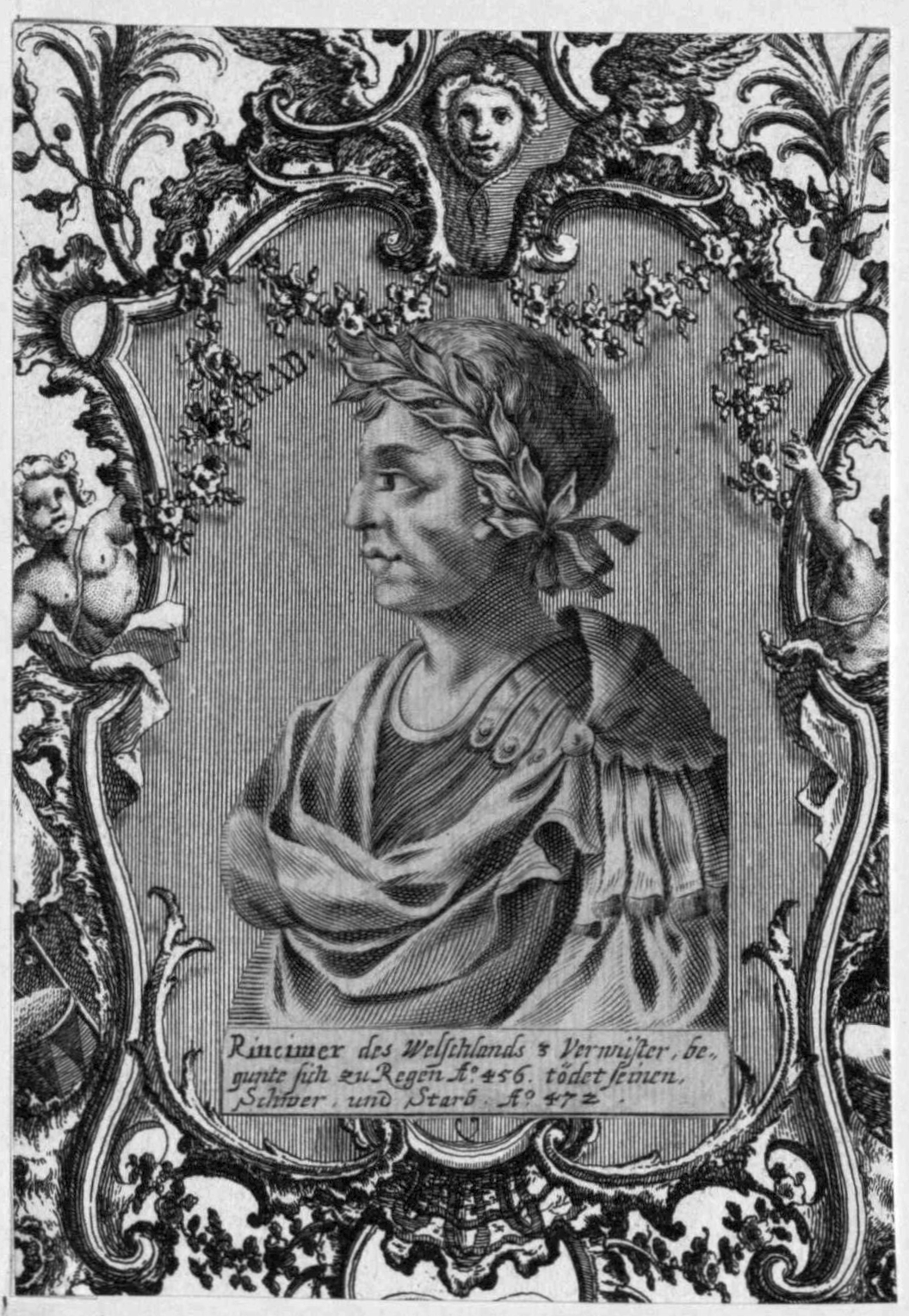
Ricimer (Darstellung des 18. Jh.)

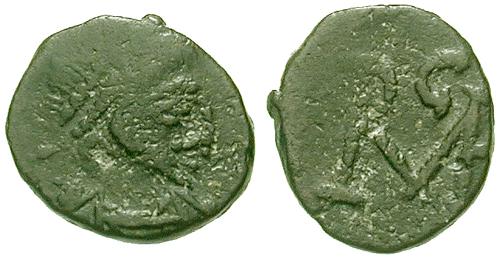
Libius Severus auf einem As. Auf der Rückseite ist das Ricimer-Monogramm eingeprägt.

Flavius Ricimer oder Rikimer (* um 405; † 18. August 472) war ein spätantiker weströmischer Heermeister (magister militum) und Patricius.

## Leben
Ricimer wurde zwischen 405 und 420 geboren und war arianischer Christ, Sohn eines Adligen aus dem Volk der Sueben und einer Tochter des westgotischen rex Wallia. Er wurde im Römischen Reich, wahrscheinlich in Hispanien, geboren, römisch erzogen und machte Karriere in der kaiserlichen Armee. Seine Jugend verbrachte er am Hof des Kaisers Valentinian III., wo er Kampferfahrung als Offizier unter Aëtius gewann. Später diente er unter Valentinians magister militum im westlichen Teil des Römischen Reichs.

### Ricimer und Avitus
Die Morde an Aëtius und Valentinian 454 bzw. 455 erzeugten ein Machtvakuum im Westen. Zunächst versuchte eine Gruppe um den stadtrömischen Senator Petronius Maximus, die Kontrolle über den kaiserlichen Thron zu erlangen, aber Maximus wurde Ende Mai 455 nach wenigen Wochen Herrschaft im Zusammenhang mit der Belagerung Roms durch den Vandalen Geiserich von der aufgebrachten Bevölkerung erschlagen. Nachdem Geiserich Rom geplündert, aber keinen neuen Kaiser eingesetzt hatte, wurde auf Druck der gallo-römischen Aristokratie und mit Unterstützung der westgotischen foederati der gallische Senator Avitus zum Kaiser gemacht, der bei seiner Ankunft in der Kaiserresidenz Ravenna im Herbst 455 Ricimer zum zweiten Heermeister und Kommandeur der verbliebenen römischen Truppen in Italien ernannte. Als erster Heermeister fungierte der Offizier Remistus. Der tatsächliche Machtbereich Westroms war jetzt faktisch im Wesentlichen auf Italien, den Alpenraum, einen Großteil des südlichen Galliens und Teile Hispaniens reduziert, wobei der Regierung die Kontrolle über Hispanien bereits entglitt. Ricimer stellte eine neue Armee und Flotte auf, die er insbesondere aus den germanischen Söldnern rekrutierte, die für ihn gerade greifbar waren, die daneben aber auch reguläre römische Truppen umfassten.
Nachdem er 455 Rom verlassen hatte, hatte Geiserich eine mächtige Flotte zurückgelassen, die die italische Küste blockierte, da er Avitus als seinen Feind betrachtete. Ricimer gelang es, die Vandalen 456 in einer Seeschlacht bei Korsika und in einer Landschlacht bei Agrigent auf Sizilien zu schlagen. Gestärkt durch die so erlangte Popularität gewann Ricimer offenbar die Zustimmung des Senats für eine Revolte gegen Kaiser Avitus und dessen ersten Heermeister und patricius Remistus. Remistus wurde getötet,  Avitus wenig später im Bündnis mit dem Gardekommandeur Majorian am 16. Oktober 456 in einer blutigen Schlacht bei Piacenza besiegt. Der Kaiser, dessen westgotische Verbündete fernab in Spanien Vandalen und Sueben bekämpften, wurde, obwohl ihm nun Westgoten zur Hilfe eilten, auf der Flucht gefangen genommen, abgesetzt und zunächst zum Bischof von Piacenza gemacht, kurz darauf aber getötet. Der Schwerpunkt des Weströmischen Reiches verlagerte sich damit von Gallien wieder nach Italien. Die Halbinsel sollte fortan die zentrale Machtbasis Ricimers bilden.

### Ricimer und Majorian
Ricimer wurde im Februar 457 von Leo, dem neuen oströmischen Kaiser, zum ersten Heermeister und patricius erhoben und unterstützte bald darauf die Erhebung seines alten Kampfgefährten Majorian zum weströmischen Kaiser, der nach einigem Zögern auch von Leo als Herrscherkollege akzeptiert wurde. Majorian war dabei keineswegs eine Marionette Ricimers, sondern sein Partner; beide einte zunächst das Ziel, Italien zu sichern und Africa von den Vandalen zurückzuerobern. In einer Rede vor dem römischen Senat erklärte der neue Kaiser, er werde sich das militärische Oberkommando mit seinem patricius Ricimer teilen.
Majorian erwies sich als guter Regent und machte sich bald zunehmend selbstständig. Er zog selbst an der Spitze eines Heeres über Gallien, wo er den westgotischen Widerstand brach, nach Spanien, wurde jedoch (offenbar durch Verrat) 460 in der Nähe des modernen Cartagena von Geiserich geschlagen (Schlacht bei Cartagena), während er versuchte, einen Feldzug gegen ihn zu organisieren, um Africa den Vandalen zu entreißen. Geiserich konnte die römischen Schiffe vernichten und die Invasion auf diese Weise verhindern. Danach zog sich der Kaiser nach Gallien zurück, verzögerte aber monatelang seine Heimkehr nach Italien. Ricimer betrieb derweil aus unklaren Gründen seine Absetzung, überrumpelte Majorian, der sich schließlich doch auf den Weg nach Rom gemacht hatte, und veranlasste am 7. August 461, fünf Tage nach dem erfolgreichen Putsch, seine Hinrichtung. Anschließend nahm sich der Heermeister eine Reihe kaiserlicher Privilegien heraus und erschien auch in Inschriften an der Stelle des Kaisers; aber nach einer Weile entschied er sich dafür, doch wieder einen Augustus zu erheben.

### Ricimer und Libius Severus
Ricimer verbrachte den Rest seines Lebens als De-facto-Regent dessen, was vom Weströmischen Reich übrig war, wobei seine Art, Macht auszuüben, ihn zu einer der kontroversesten Gestalten dieser Zeit machte. Möglicherweise wegen seines Arianismus und seiner „barbarischen“ Herkunft dachte Ricimer nicht daran, selbst den Titel eines Augustus (Kaisers) anzunehmen, aber seine Macht über die in Ravenna oder Rom residierenden Kaiser gab ihm Ansehen und Einfluss bei den zumeist germanischen Kriegern, die nun Gallien, Spanien und Africa kontrollierten. Dies ließ ihm zwei Möglichkeiten: Den kaiserlichen Hof in Ravenna aufzulösen und offiziell als dux oder Statthalter des Kaisers in Konstantinopel zu agieren, oder eigene Figuren auf den Thron zu setzen und durch sie zu regieren. Er wählte den zweiten Weg und ging dabei möglicherweise sogar so weit, seinen Namen auf die Münzen neben den des Kaisers zu setzen (die Interpretation der Münzen ist umstritten); dabei spricht alles dafür, dass es ihm nicht nur um persönliche Macht, sondern auch um den Erhalt des Reiches ging. Westrom wurde damit allerdings endgültig zu einem von einer Militärjunta kontrollierten Gemeinwesen.
Der von Ricimer ausgesuchte Nachfolger Majorians war der Senator Libius Severus, der sich fügsamer als Majorian zeigte, sich aber der Missbilligung durch Leo im Osten und der Rivalität von Aegidius in Gallien gegenübersah. Aegidius, der von seinem Freund Majorian als magister militum per Gallias eingesetzt worden war, sagte sich 461 von Ricimer los und versuchte, im römisch verbliebenen Nordgallien einen eigenen Herrschaftsbereich mithilfe der dortigen Truppen im Alleingang zu sichern. Ricimer setzte nun den zuvor abgesetzten Agrippinus, einen alten Rivalen des Aegidius, als neuen Heermeister für Gallien ein, der die Westgoten gegen Aegidius mobilisierte; doch dieser konnte sich in Nordgallien behaupten. Severus wurde derweil niemals von Ostrom als legitimer Kaiser des Westens anerkannt. Nach seinem Tod 465 – eventuell durch von Ricimer verabreichtes Gift, doch ist dies reine Spekulation – regierte der Kaisermacher über 18 Monate ohne einen Kaiser. In dieser Zeit galt der oströmische Kaiser Leo als Herrscher des gesamten Imperium Romanum und wurde als solcher auch im Westen anerkannt.

### Ricimer und Anthemius
Doch noch verlangten einflussreiche Kreise in Italien, Soldaten ebenso wie Senatoren, nach einem eigenen Augustus des Westens. Schließlich, nach einer längeren Debatte, in der er und auch sein Feind Geiserich versuchten, Leo ihre eigenen Kaiserkandidaten aufzudrängen, akzeptierte Ricimer schließlich Leos Vorschlag Anthemius, der gemeinsam mit starken oströmischen Truppen 467 nach Italien kam. Nur auf diese Weise war es möglich, dem Westen mit östlicher Hilfe eine Überlebenschance zu geben, indem nun eine Attacke auf Geiserich geplant wurde. Ricimer heiratete Anthemius’ Tochter und kooperierte für einige Zeit mit seinem neuen Kaiser und Schwiegervater. Ziel war es, nun endlich wieder Nordafrika der Kontrolle Ravennas zu unterstellen.
In dem großen Vandalenfeldzug, den Leo und Anthemius 468 gegen Geiserich anstrengten, kommandierte Ricimer einen Teil der römischen Streitkräfte. Dabei unterstellten ihm spätere Quellen, dass er im Geheimen das Scheitern der Expedition gewollt habe, das schließlich auch eintrat. Allerdings hatte Ricimer zweifellos kein Interesse an einem Sieg Geiserichs, so dass kaum zu klären ist, was wirklich geschah; eine Schuld des Heermeisters ist jedenfalls sehr unwahrscheinlich. Als Anthemius aber nach der Niederlage noch im Jahr 470 versuchte, militärisch gegen Ricimers Freund und Verwandten, den Westgotenkönig Eurich, der Ende 468 das Bündnis mit Rom aufgekündigt hatte, vorzugehen und Gallien wieder unter römische Kontrolle zu bringen, scheint es zu einer zunehmenden Entfremdung zwischen Kaiser und Heermeister gekommen zu sein. Hinzu kam, dass der Feldzug scheiterte, da die von Anthemius’ Sohn Anthemiolus geführte kaiserliche Armee von den Westgoten vernichtend geschlagen wurde. Fortan verfügte Anthemius, der sich in Italien zunehmend unbeliebt machte, über keine militärische Machtbasis mehr.

### Ricimer und Olybrius
471 eskalierte der Konflikt. Wohl Ende 470 hatte der Kaiser den magister officiorum Romanus hinrichten lassen, da dieser offenbar nach dem Thron gestrebt hatte. Da aber Romanus ein Anhänger Ricimers gewesen war, zog dieser nun mit einer Armee aus foederati nach Mediolanum (Mailand), um Anthemius den Krieg zu erklären. Epiphanius (438/439–496), der Bischof von Pavia, vermittelte einen kurzzeitigen Waffenstillstand, nach dessen Ende Ricimer mit seiner Armee aber wieder vor Rom stand, wo Anthemius nun residierte. Jetzt suchte der Heermeister offenbar ein Bündnis mit den bisherigen Todfeinden, den Vandalen: Er proklamierte Olybrius zum Kaiser, den Kandidaten, den Geiserich schon seit Jahren favorisiert hatte, und eroberte die Stadt nach dreimonatiger Belagerung am 1. Juli 472. Anthemius wurde getötet und Rom wurde zur Beute für Ricimers Soldaten; dies war die dritte Plünderung der Ewigen Stadt seit 410. Er selbst starb aber nur zwei Monate später überraschend an einem Fieber und Blutsturz. Der Titel des patricius ging auf seinen Neffen Gundobad über, den das Heer Italiens nun zum Anführer wählte.

## Bewertung
Sehr lange sah man Ricimer als „Barbaren“, der nur seine eigenen Interessen verfolgt habe, während die neuere Forschung ihn als einen römischen General und durchaus loyalen Diener des Reiches sieht. Allerdings war Ricimer ganz auf Italien und Nordafrika, das für die Versorgung der Halbinsel überlebenswichtig war, konzentriert und stellte die Interessen von Gallien und Hispanien notgedrungen hintan. Die knapp zwei Jahrzehnte, in denen er faktisch das Weströmische Reich regierte, waren insgesamt durch eine fortschreitende Desintegration geprägt, die sich unter Ricimer noch beschleunigte, da die Legitimität seiner Machtstellung außerhalb Italiens nicht akzeptiert wurde. Da sich Ricimer offensichtlich als der eigentliche Machthaber sah, kam es zu Konflikten mit den selbstbewussten Kaisern Majorian und Anthemius, die zum Verfall des Reiches beitrugen.
Das Ansehen des westlichen Kaisertums und der zivilen Administration war im Verlauf des fünften Jahrhunderts immer mehr erodiert, so dass angesichts der schwierigen Lage immer mehr Macht in die Hände der Militärs überging (siehe dazu Magister militum). Diese waren teils römischer (Flavius Constantius, Bonifatius, Aëtius, Aegidius, Orestes), teils „barbarischer“ Herkunft (Stilicho, Ricimer, Gundobad, Odoaker); doch war all diesen spätantiken Warlords gemein, dass sie zunehmend Partikularinteressen und das Wohlergehen ihrer jeweiligen Anhänger über das Gemeinwohl stellten und so entscheidend zur Desintegration des Weströmischen Reiches beitrugen.